# Географія Пакистану
Пакистан — південноазійська країна, що знаходиться на півдні континенту в долині Інду . Загальна площа країни 796 095 км² (36-те місце у світі), з яких на суходіл припадає 770 875 км², а на поверхню внутрішніх вод — 25 220 км². Площа країни на ⅓ більша за площу території України, вдвічі більша за площу Каліфорнії. 

## Географічне положення
Пакистан — південноазійська країна, що межує з чотирма іншими країнами: на північному заході — з Афганістаном (спільний кордон — 2670 км), на північному сході — з Китаєм (438 км), на сході — з Індією (3190 км), на заході — з Іраном (959 км). Загальна довжина державного кордону — 7257 км. Пакистан на півдні омивається водами Аравійського моря Індійського океану. Загальна довжина морського узбережжя 1046 км.

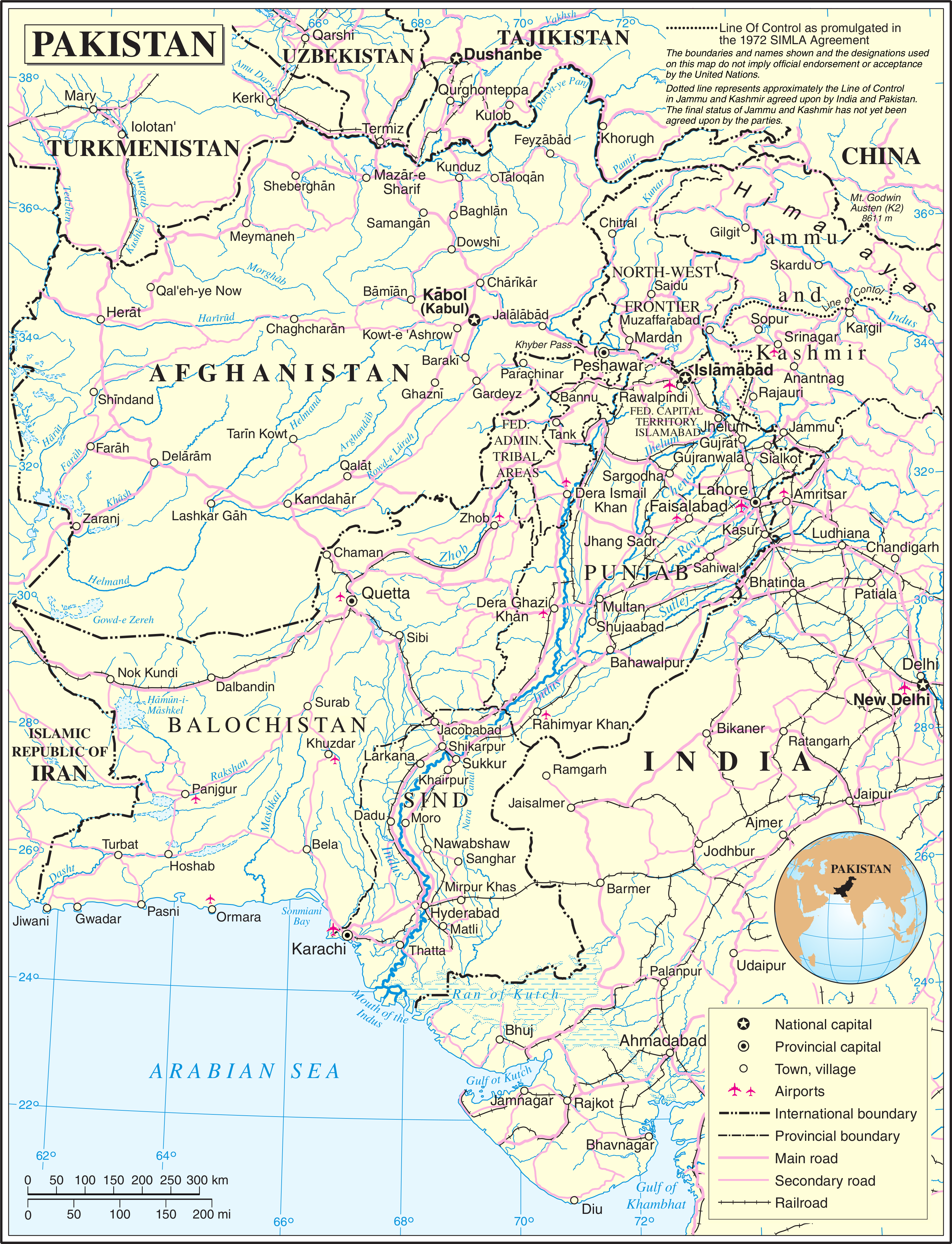
Карта Пакистану від ООН (англ.)
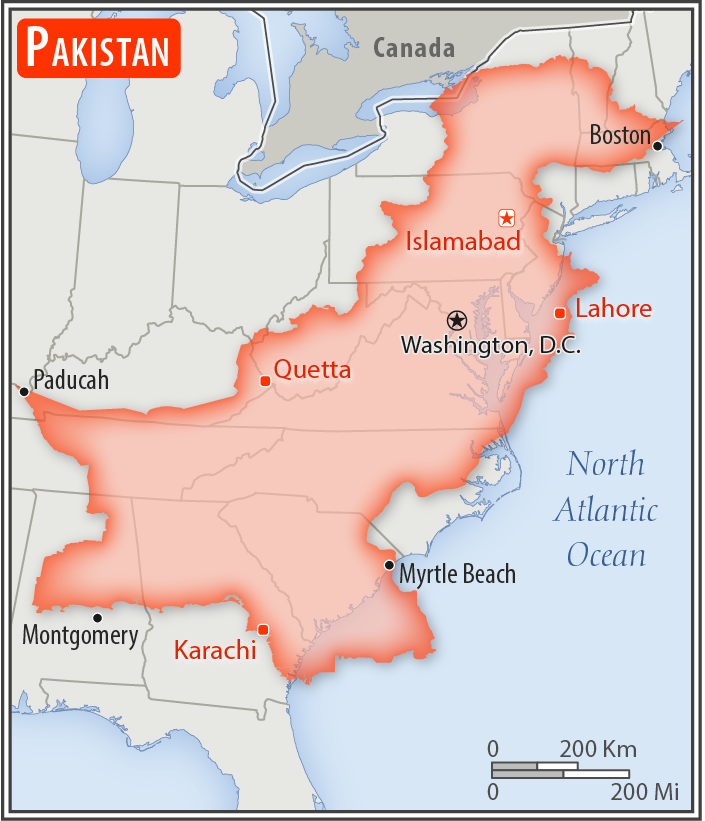
Порівняння розмірів території Пакистану та США
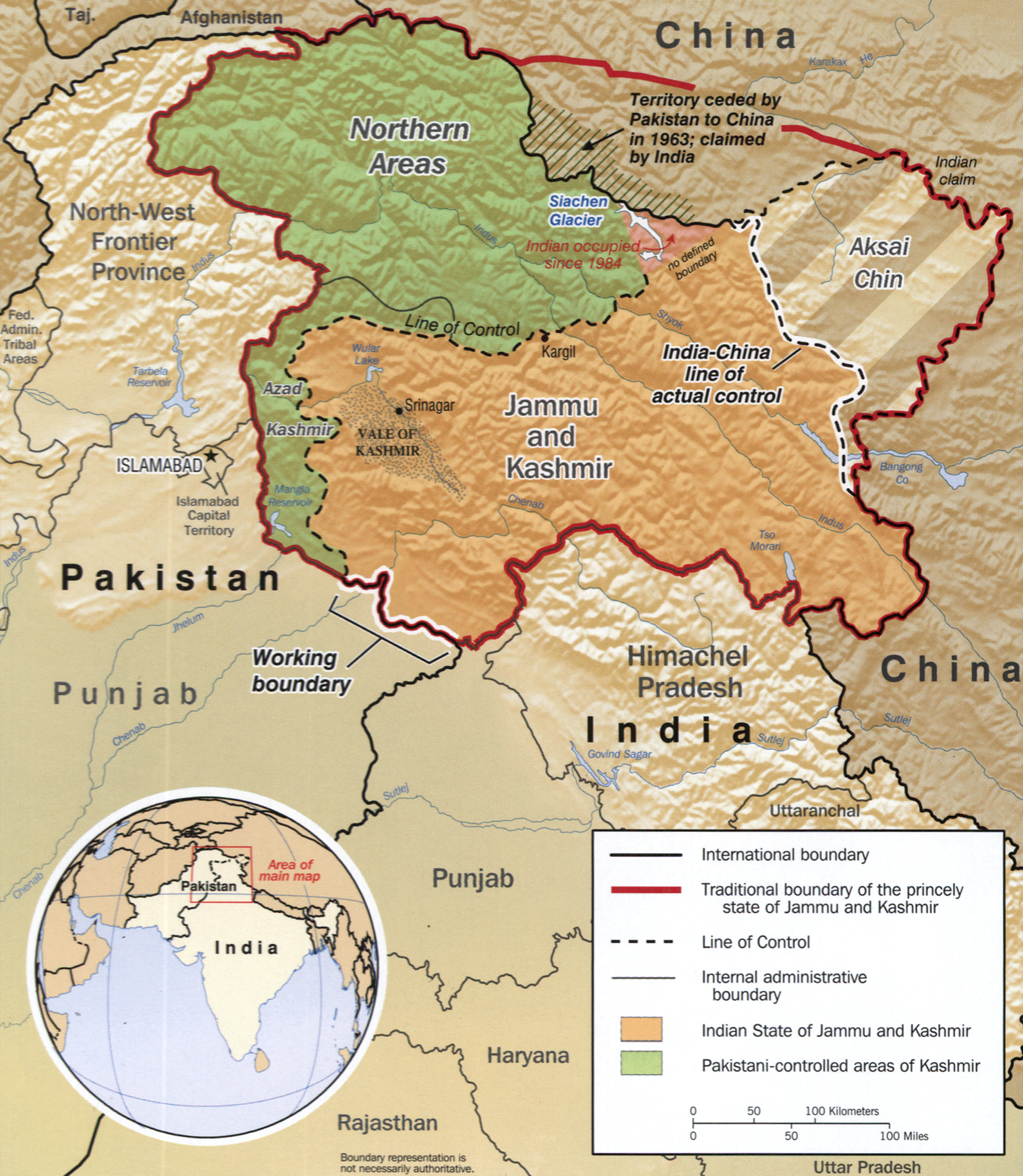
Спірні території Кашміру

Згідно з Конвенцією Організації Об'єднаних Націй з морського права (UNCLOS) 1982 року, протяжність територіальних вод країни встановлено в 12 морських миль (22,2 км). Прилегла зона, що примикає до територіальних вод, в якій держава може здійснювати контроль необхідний для запобігання порушень митних, фіскальних, імміграційних або санітарних законів простягається на 24 морські милі (44,4 км) від узбережжя (стаття 33). Виключна економічна зона встановлена на відстань 200 морських миль (370,4 км) від узбережжя. Континентальний шельф — 200 морських миль (370,4 км) від узбережжя, або до континентальної брівки (стаття 76).

### Час
Час у Пакистані: UTC+5 (+3 години різниці часу з Києвом).

## Геологія
Територія Пакистану лежить на кордоні двох літосферних плит, Євразійської та Індо-Австралійської, що проходить вздовж західного краю Індо-Гангської низовини.

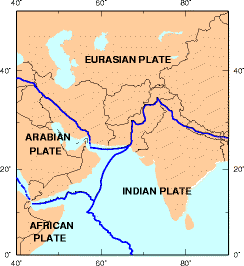
Кордони літосферних плит
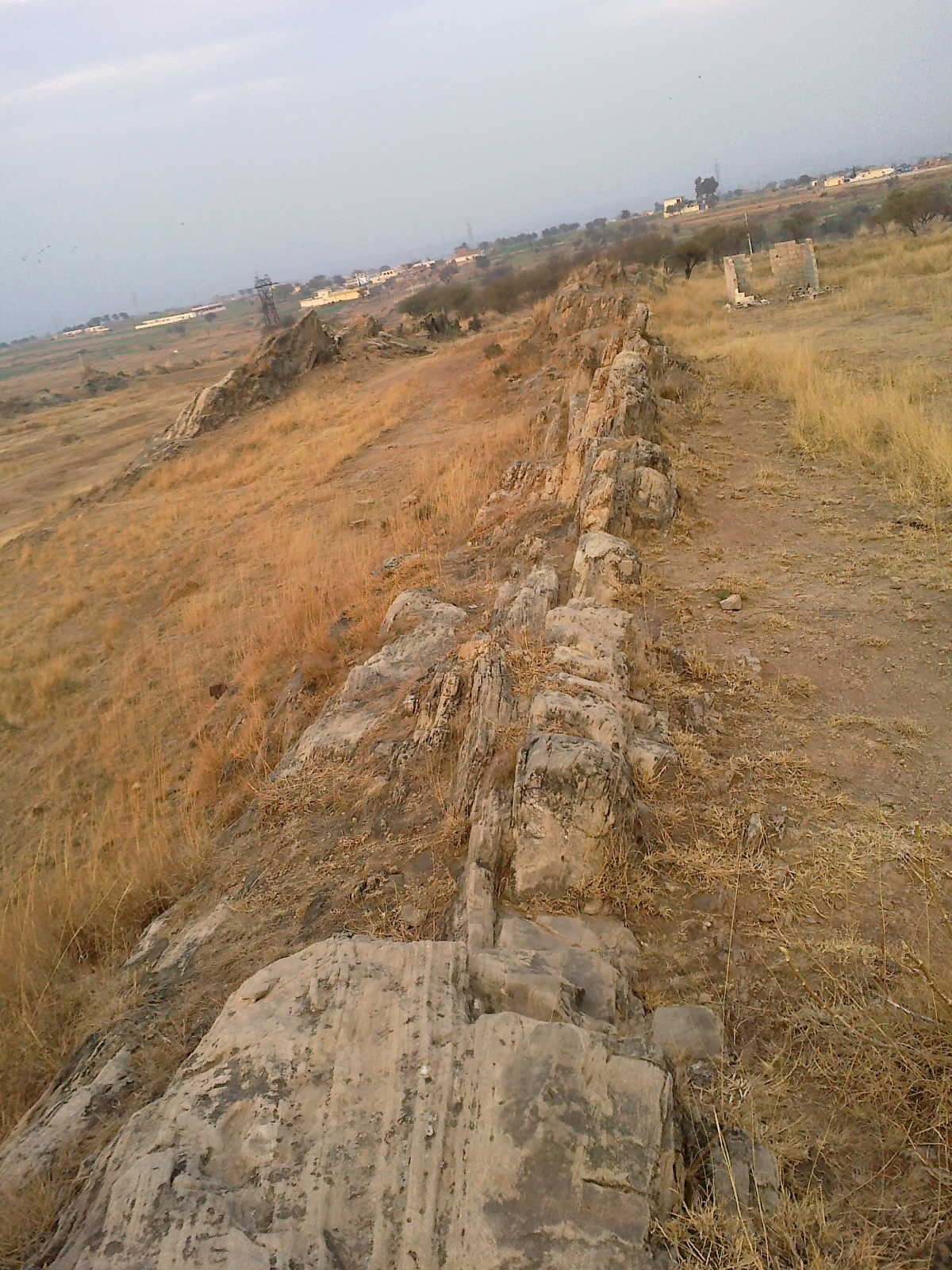
Раватський скид
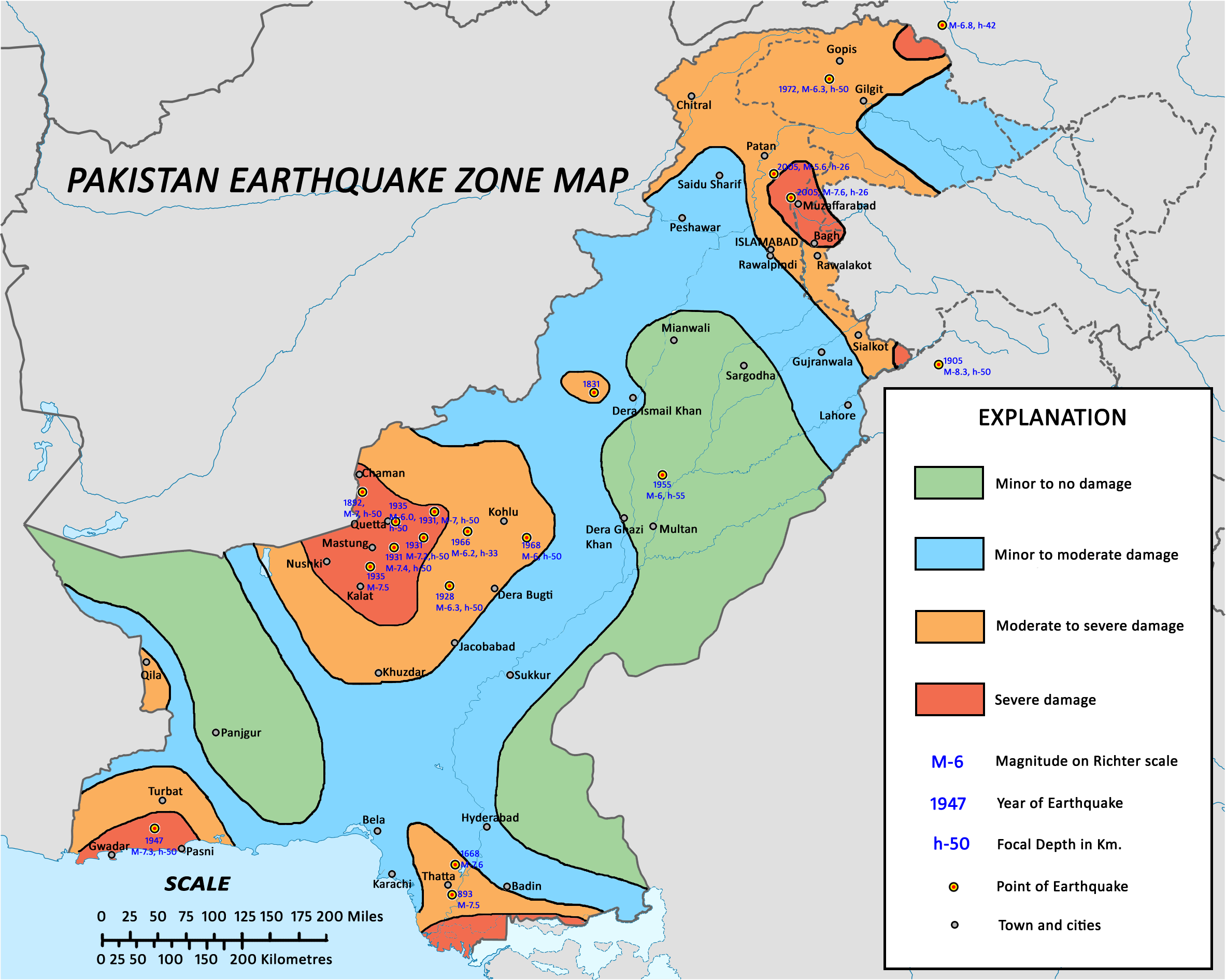
Зони сейсмічної небезпеки (англ.)

### Корисні копалини
Надра Пакистану багаті на ряд корисних копалин: природний газ, нафту, кам'яне вугілля, залізну руду, мідь, кам'яну сіль, вапняк.

### Сейсмічність
Територія Пакистану — відноситься до області з високим рівнем сейсмічності.

## Рельєф
Середні висоти — 900 м; найнижча точка — рівень вод Індійського океану (0 м); найвища точка — гора Чоґорі (К2, Годвін-Остен) (8611 м), це друга вершина у світі після Евересту. Друга найвища в країні вершина — гора Тірич-Мір. На більшій частині країни — гори систем Гіндукушу, Гімалаїв, Іранського нагір'я. На сході і південному-сході країни — рівнина в басейні річки Інд, на півдні, північному-сході та північному-заході — відроги Гімалаїв та гори Гіндукуш (висотою до 7690 м). На заході і південному-заході — Сулейманові гори, Макран та нагір'я Белуджистан.

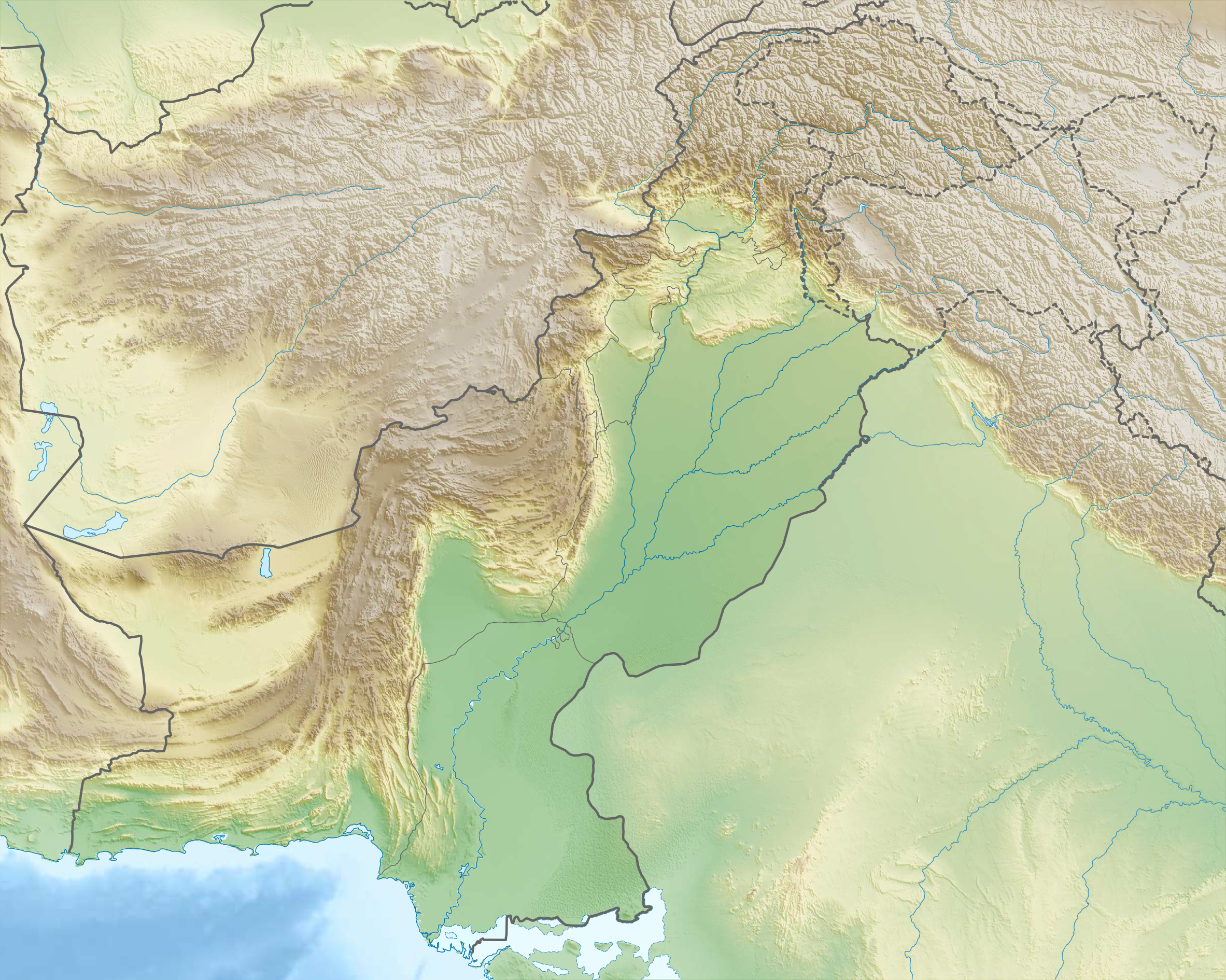
Рельєф Пакистану
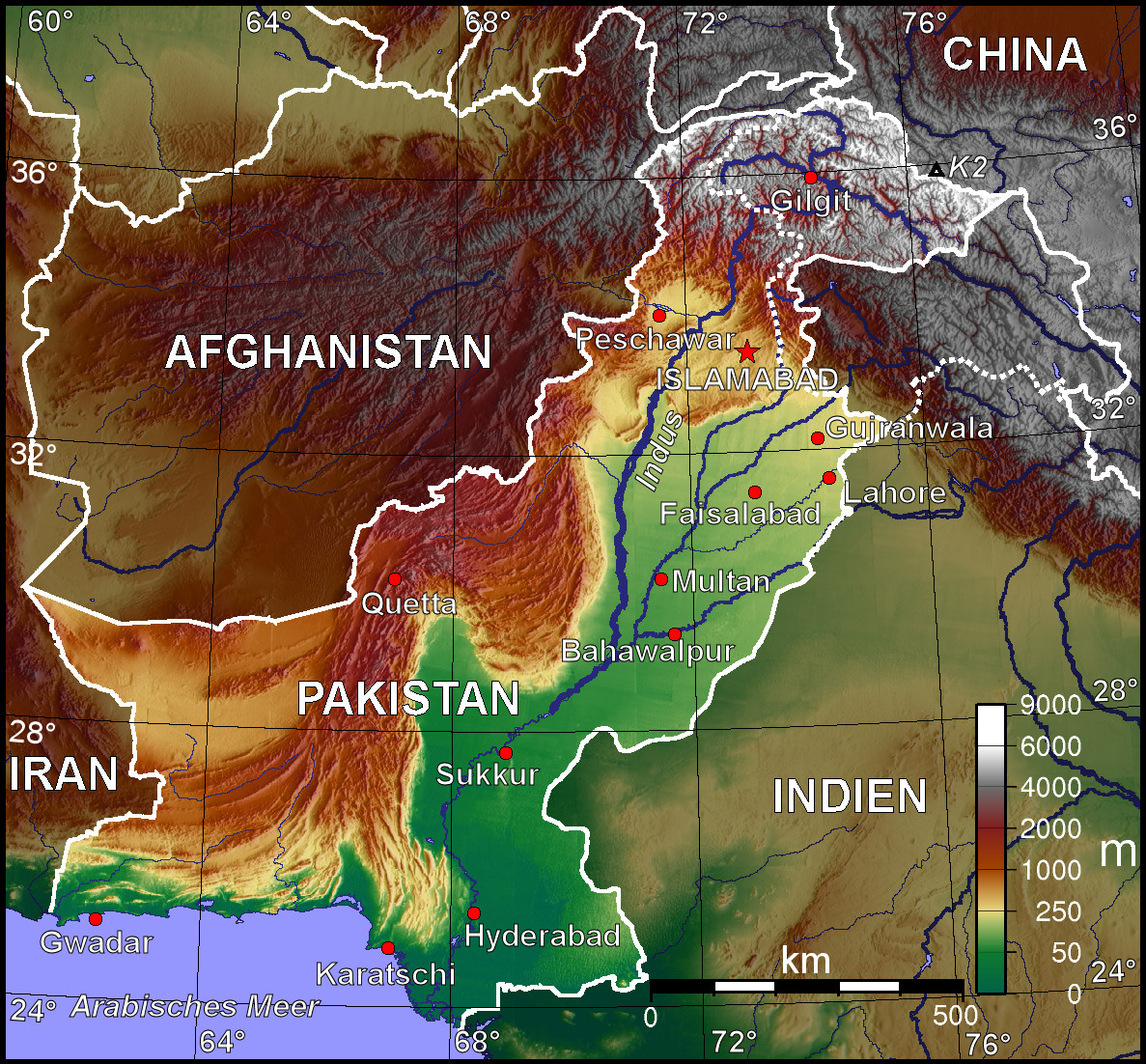
Гіпсометрична карта Пакистану
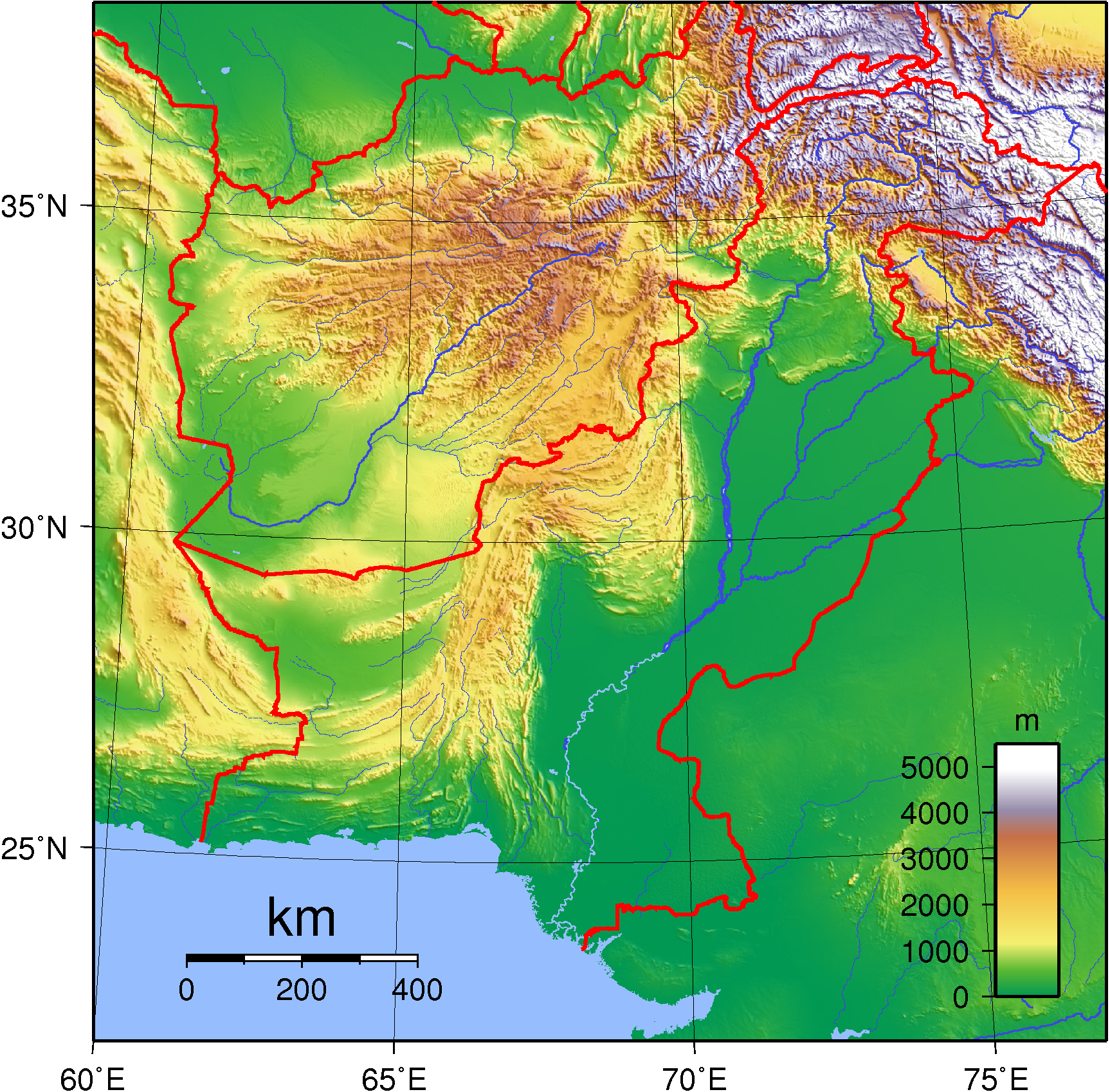
Рельєф Пакистану
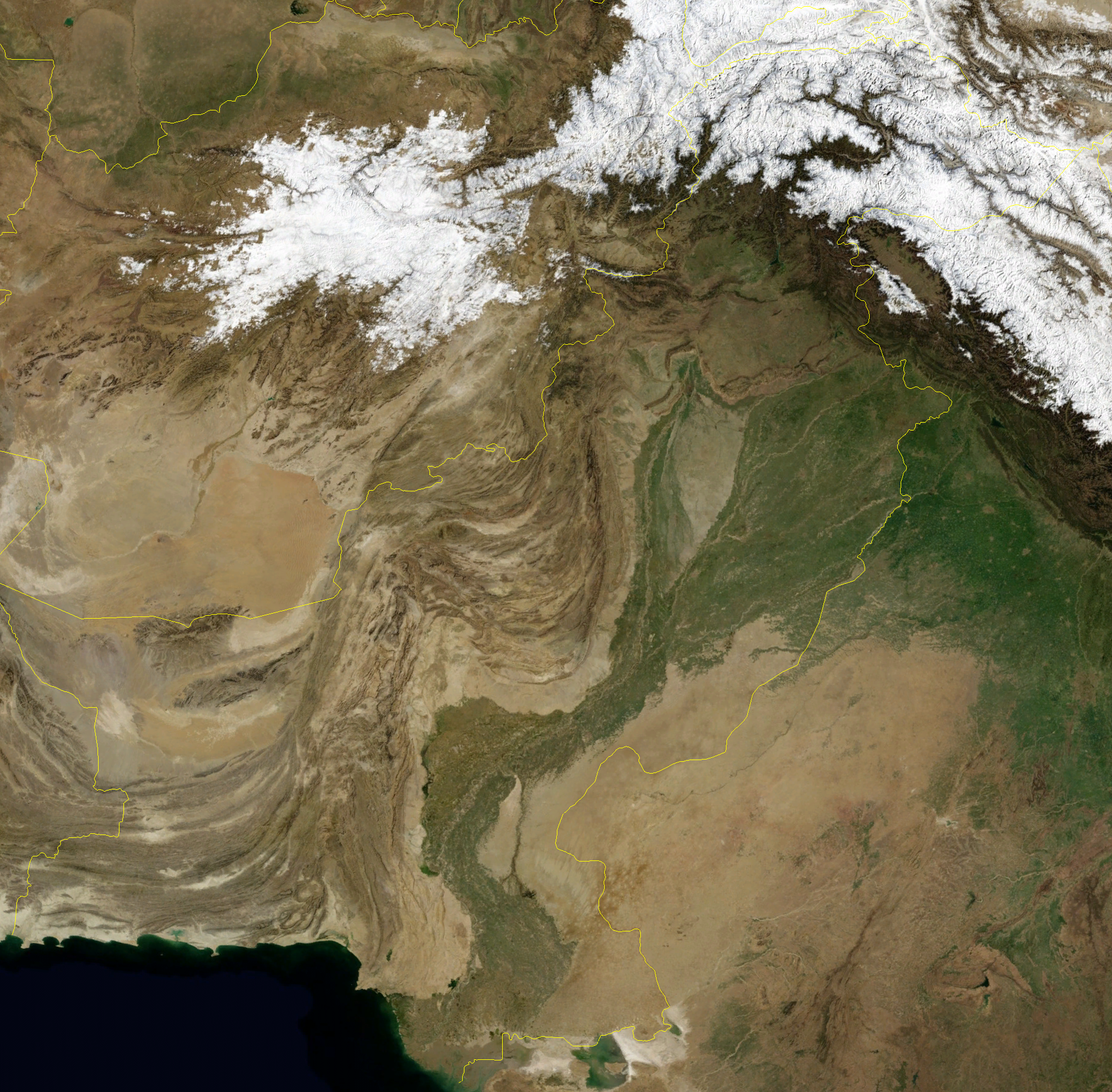
Супутниковий знімок поверхні країни
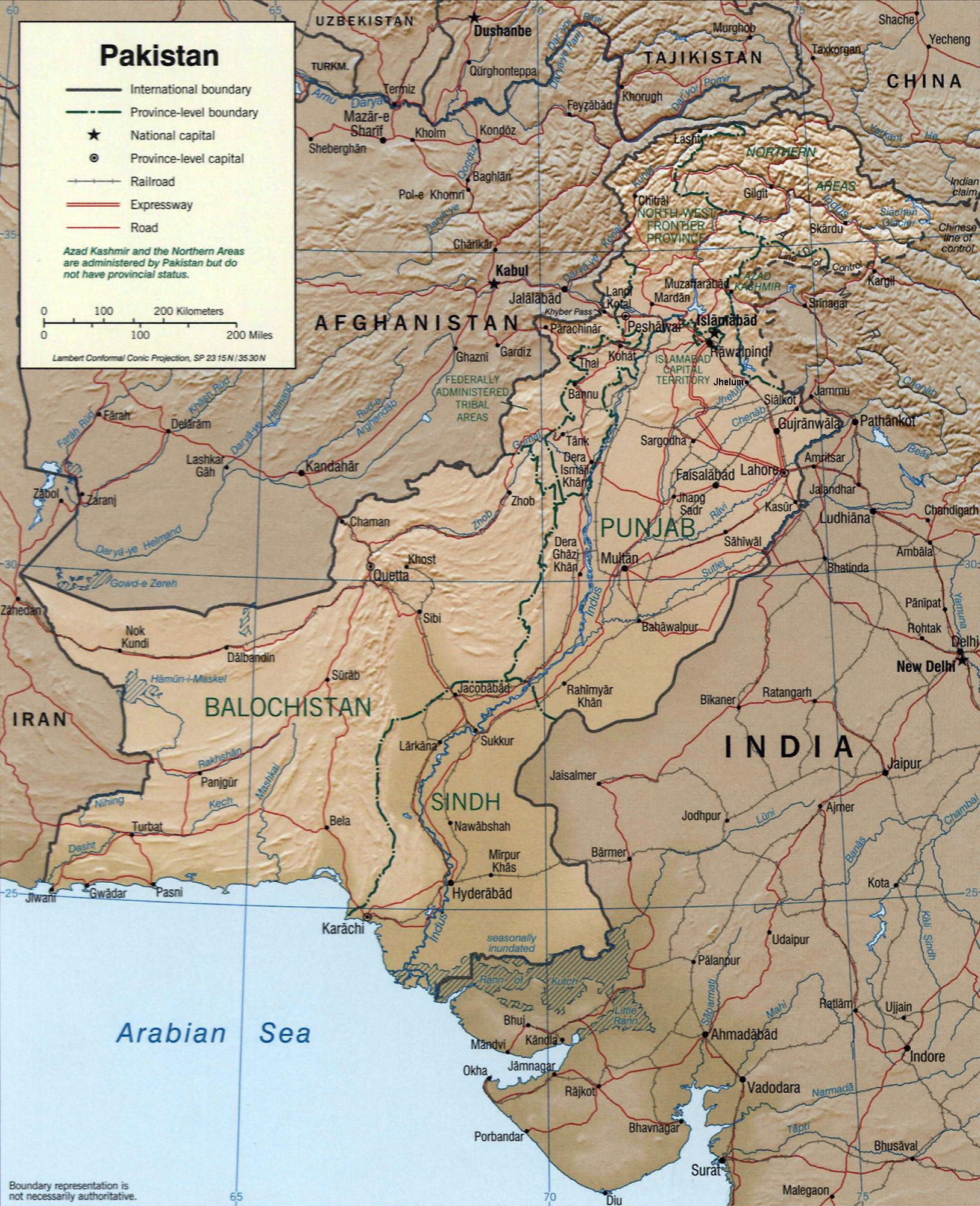
Карта країни (англ.)

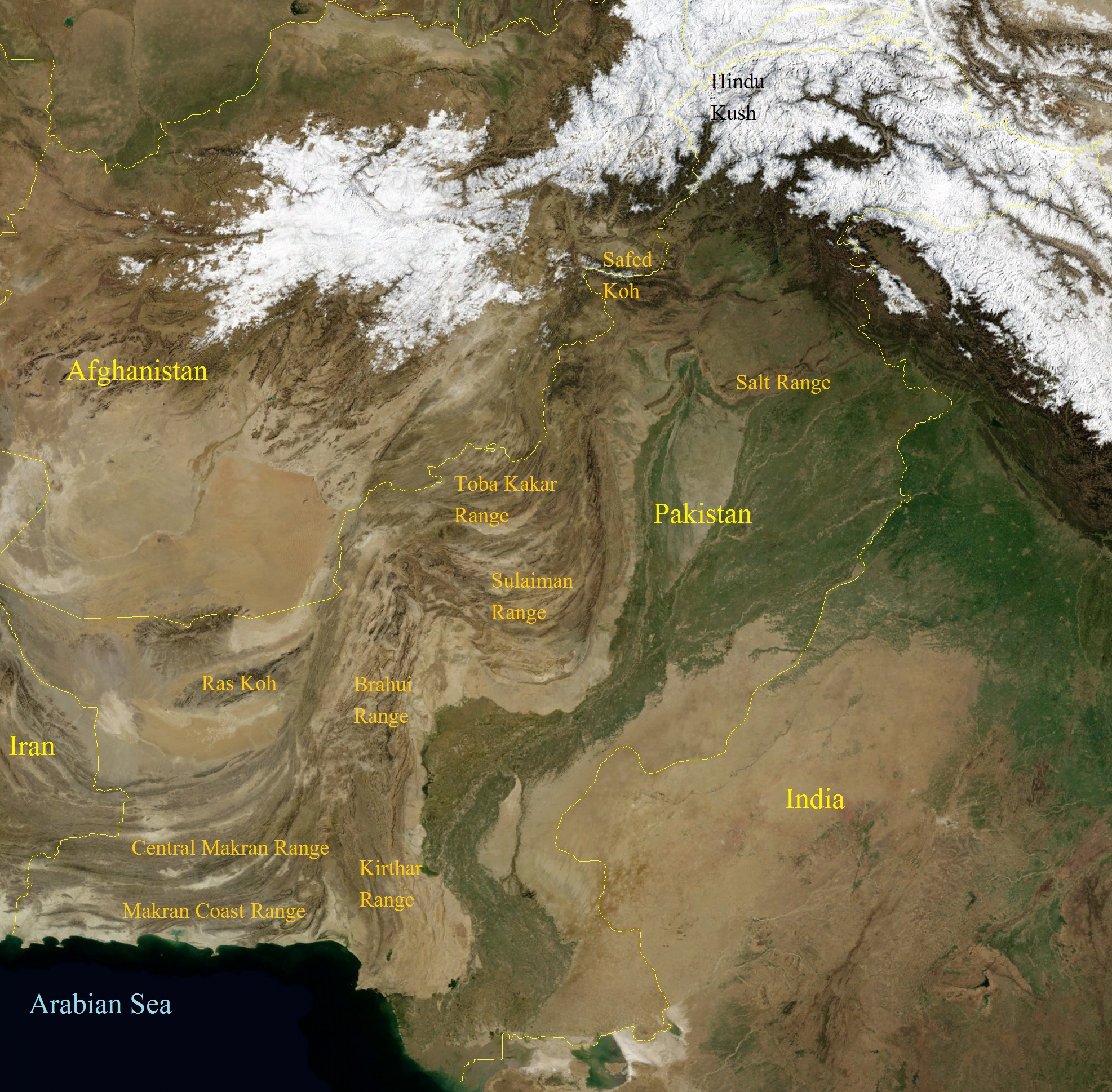
Орографія Пакистану (англ.)
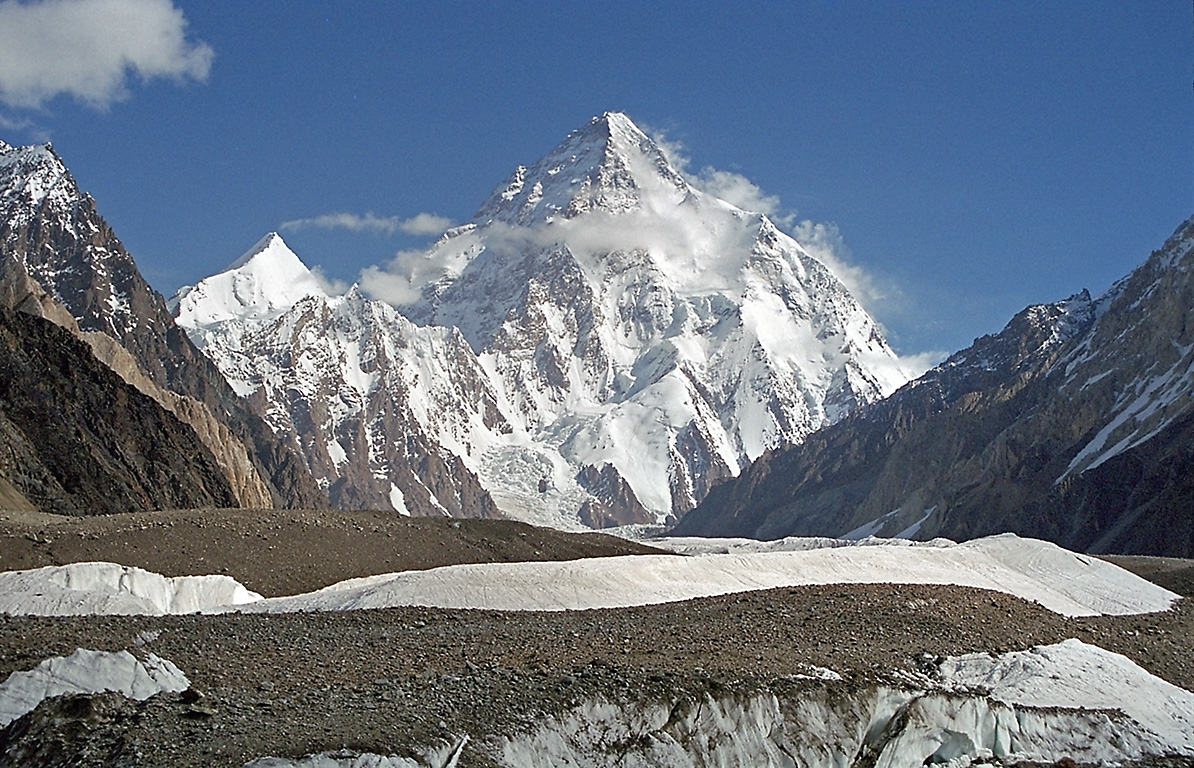
Гора Чоґорі
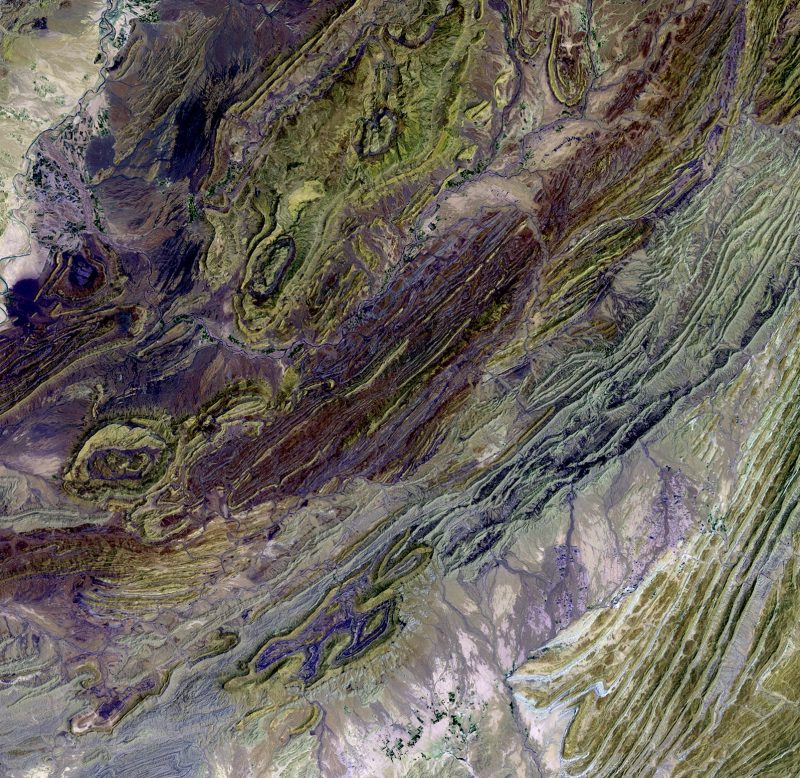
Сулейманові гори з космосу
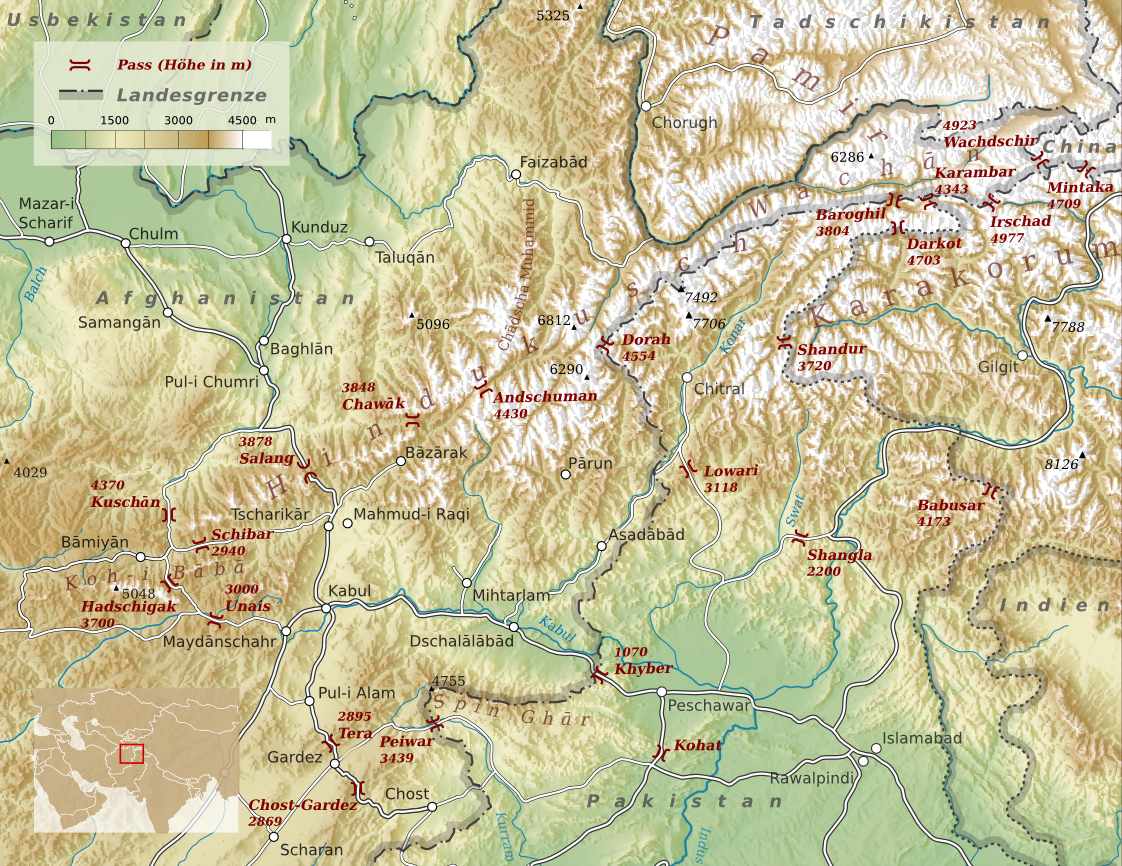
Карта гірських перевалів на півночі країни

## Клімат
Північ Пакистану лежить у субтропічному кліматичному поясі, південь — у тропічному. Влітку на півночі переважають тропічні повітряні маси зі спекотною посушливою погодою, взимку — помірні, що приносять прохолоду. Значні сезонні амплітуди температури повітря і розподілу атмосферних опадів, можливе випадіння снігу. На півдні та узбережжі увесь рік панують тропічні повітряні маси. Спекотна посушлива погода з великими добовими амплітудами температури. Переважають східні пасатні вітри. У теплий сезон з морів та океанів можуть надходити шторми.

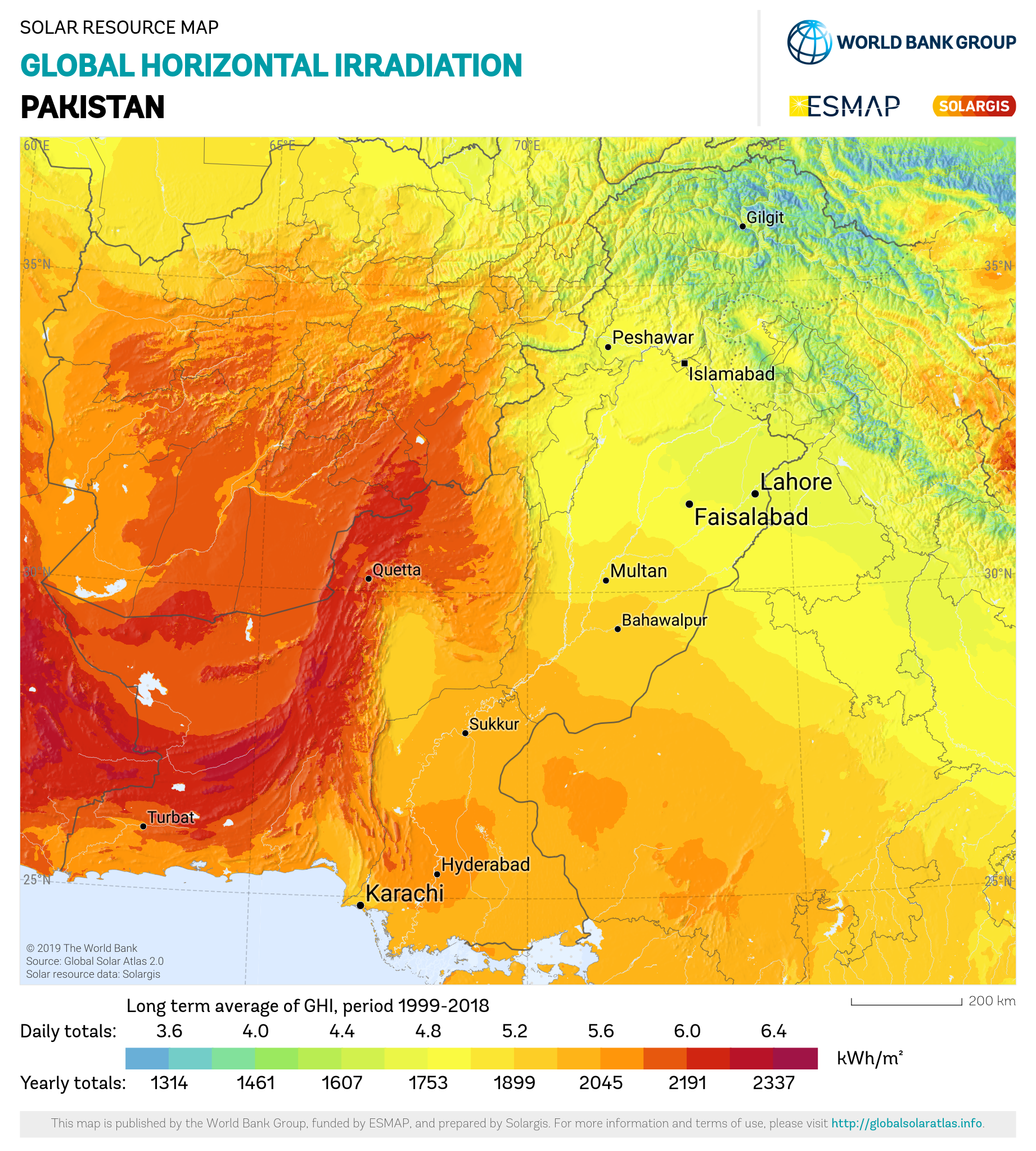
Сонячна радіація (англ.)
Кліматична карта Пакистану (за Кеппеном)
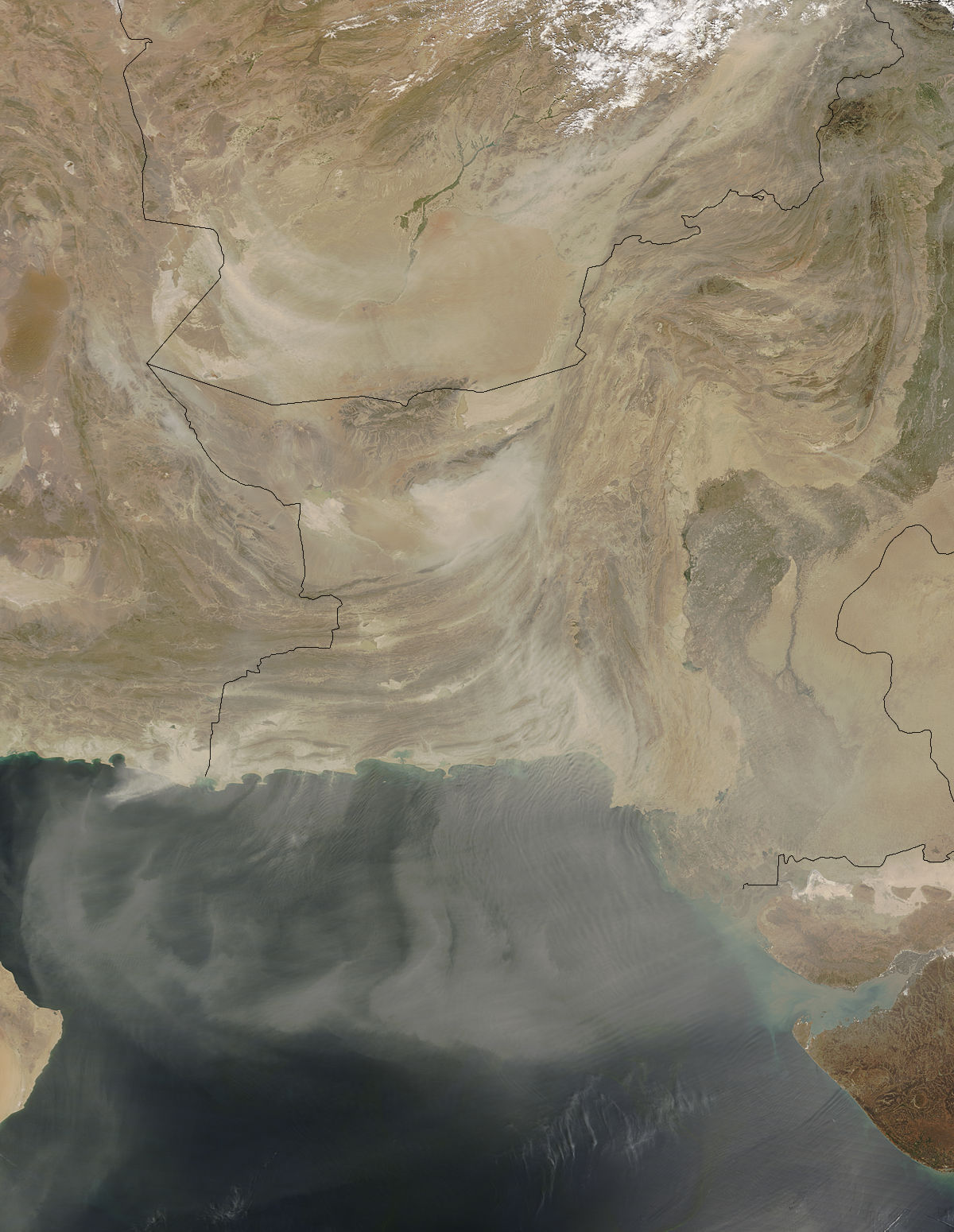
Пилова буря над Пакистаном
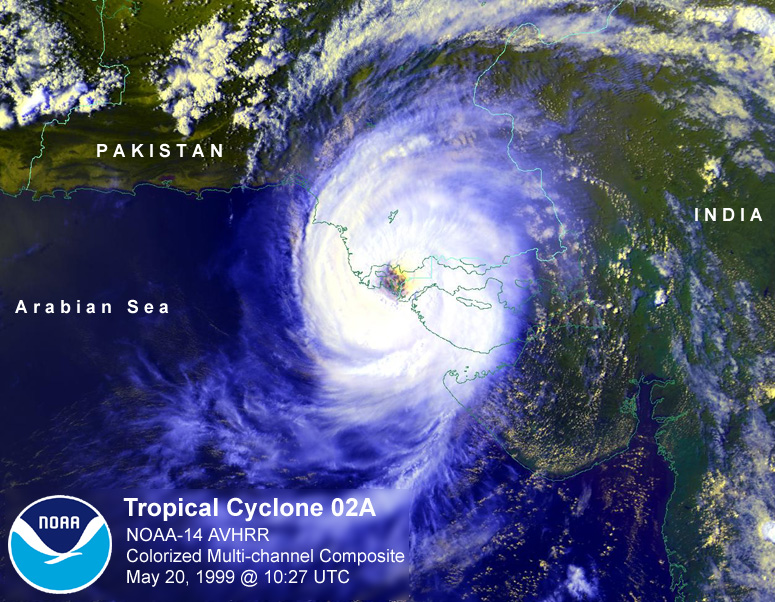
Тропічний циклон над південним Пакистаном, 1999 рік

Пакистан є членом Всесвітньої метеорологічної організації (WMO), в країні ведуться систематичні спостереження за погодою.

## Внутрішні води
Загальні запаси відновлюваних водних ресурсів (ґрунтові і поверхневі прісні води) становлять 246,8 км³. Станом на 2012 рік в країні налічувалось 202 тис. км² зрошуваних земель.

Сточище Інду, П'ятиріччя
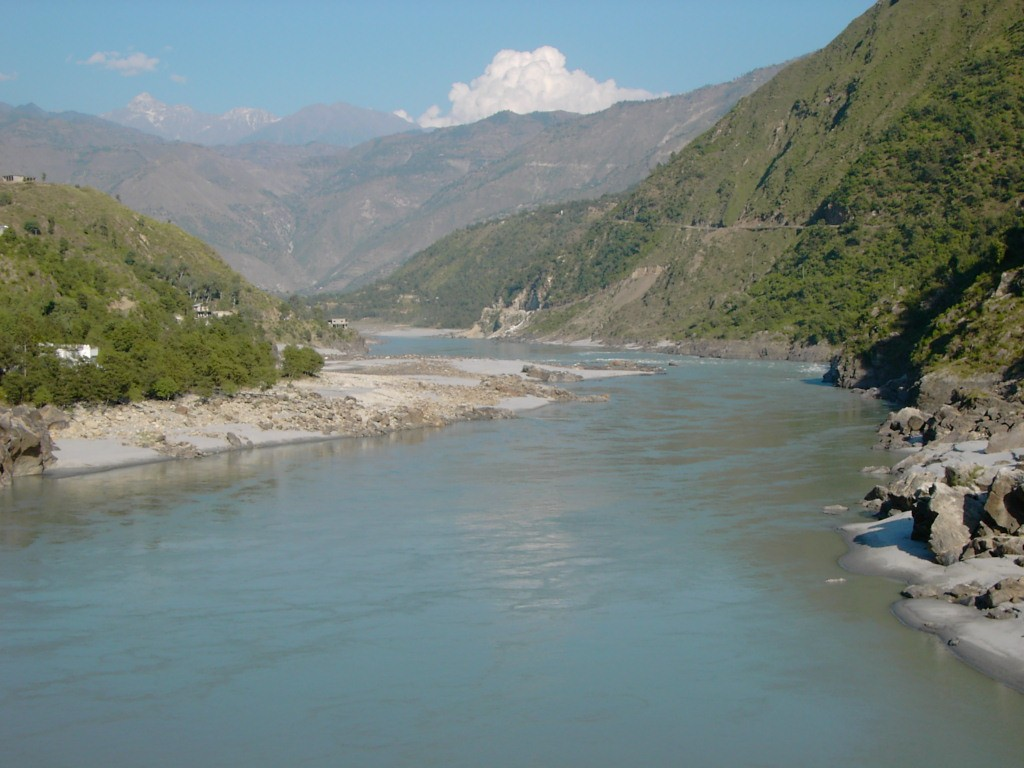
Річка Інд, верхня течія
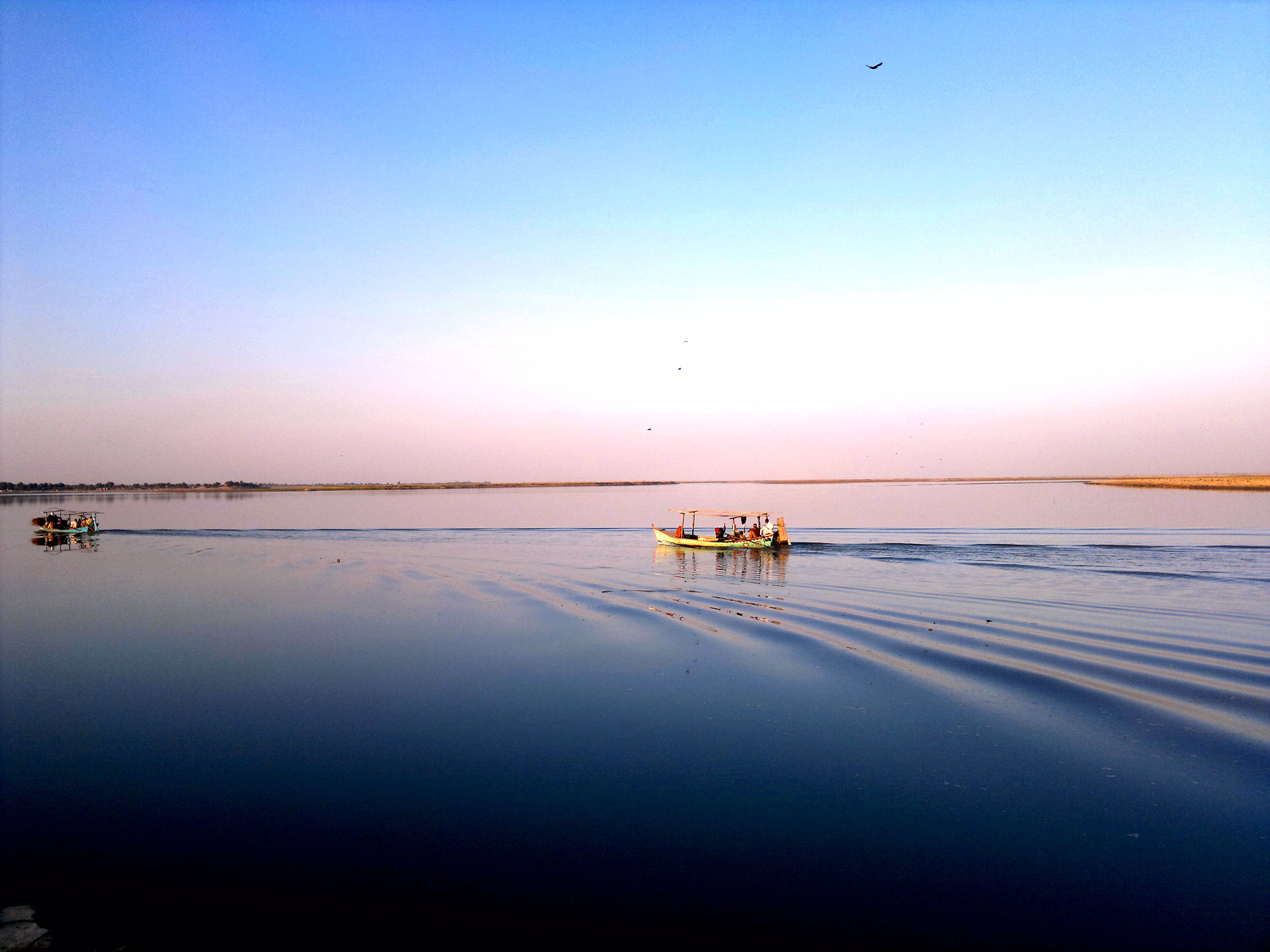
Річка Інд, нижня течія
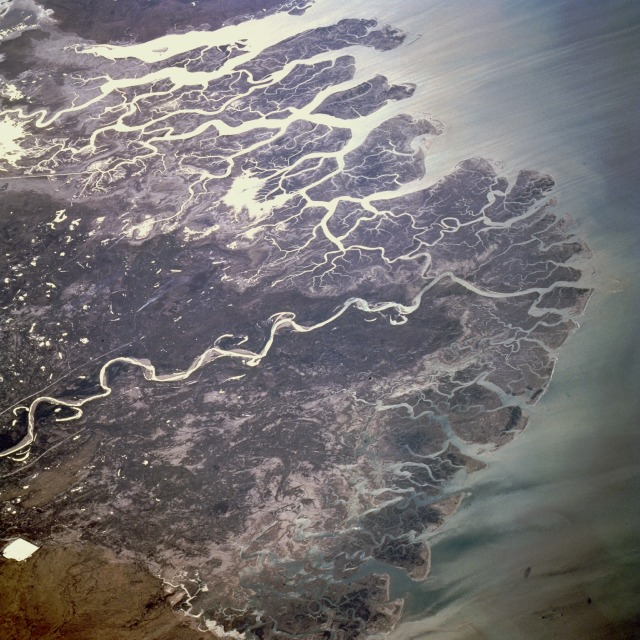
Дельта Інду з космосу

### Річки
Річки країни належать басейну Аравійського моря Індійського океану. На заході, у Белуджистані, безстічні області солоних озер. Основні річки: Інд.

### Озера

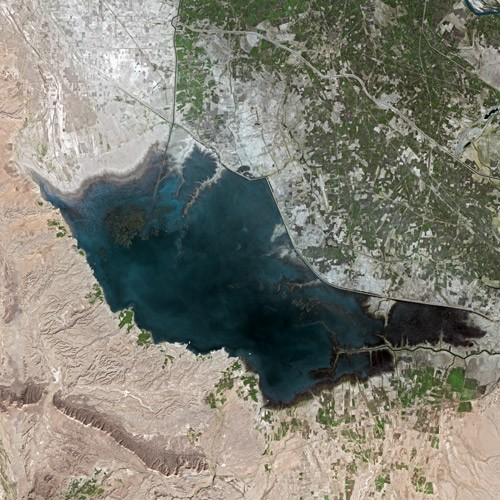
Озеро Манар з космосу
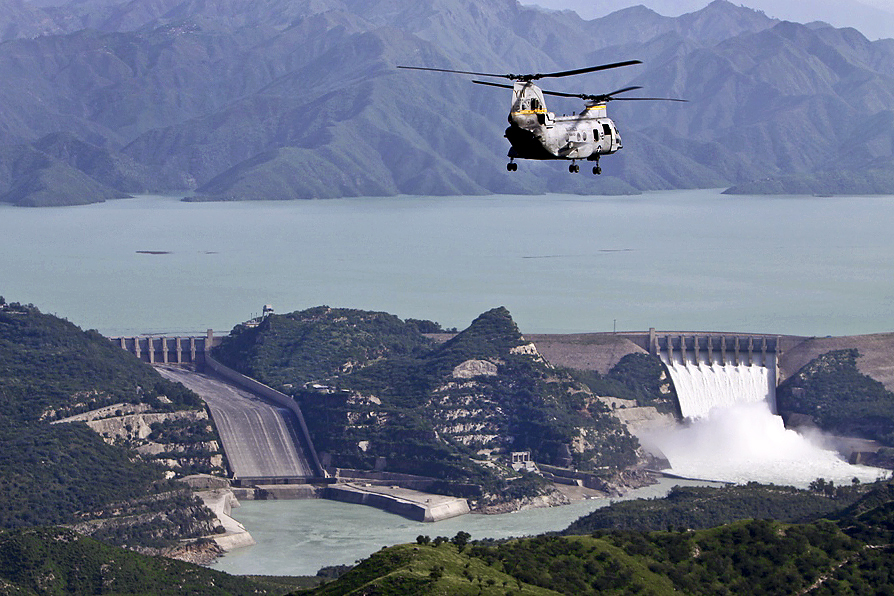
Гребля Тарбела на річці Інд
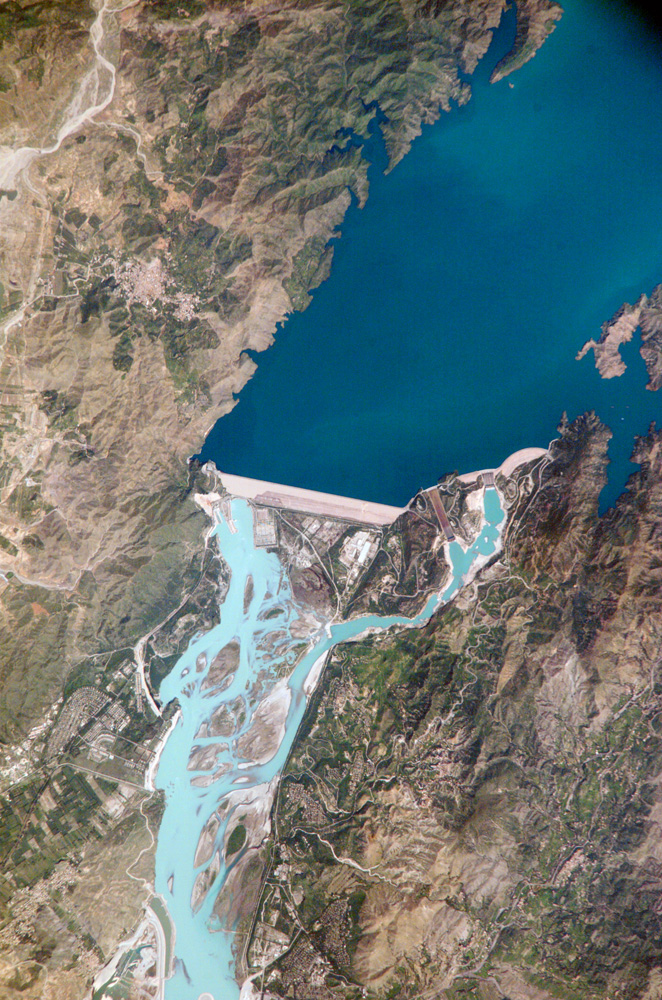
Гребля Тарбела з космосу

## Рослинність
Земельні ресурси Пакистану (оцінка 2011 року):
- придатні для сільськогосподарського обробітку землі — 35,2 %,
  - орні землі — 27,6 %,
  - багаторічні насадження — 1,1 %,
  - землі, що постійно використовуються під пасовища — 6,5 %;
- землі, зайняті лісами і чагарниками — 2,1 %;
- інше — 62,7 %[1].

## Тваринний світ
У зоогеографічному відношенні південь країни (Белуджистан) належить до Ірано-Турецької провінції Середземноморської підобласті, а крайня північ (Кашмір) — до Нагірно-Азійської провінції Центральноазійської підобласті Голарктичної області; район Пенджабу належить до Індійської провінціїІндійсько-Індокитайської підобласті Індо-малайської області.

## Охорона природи

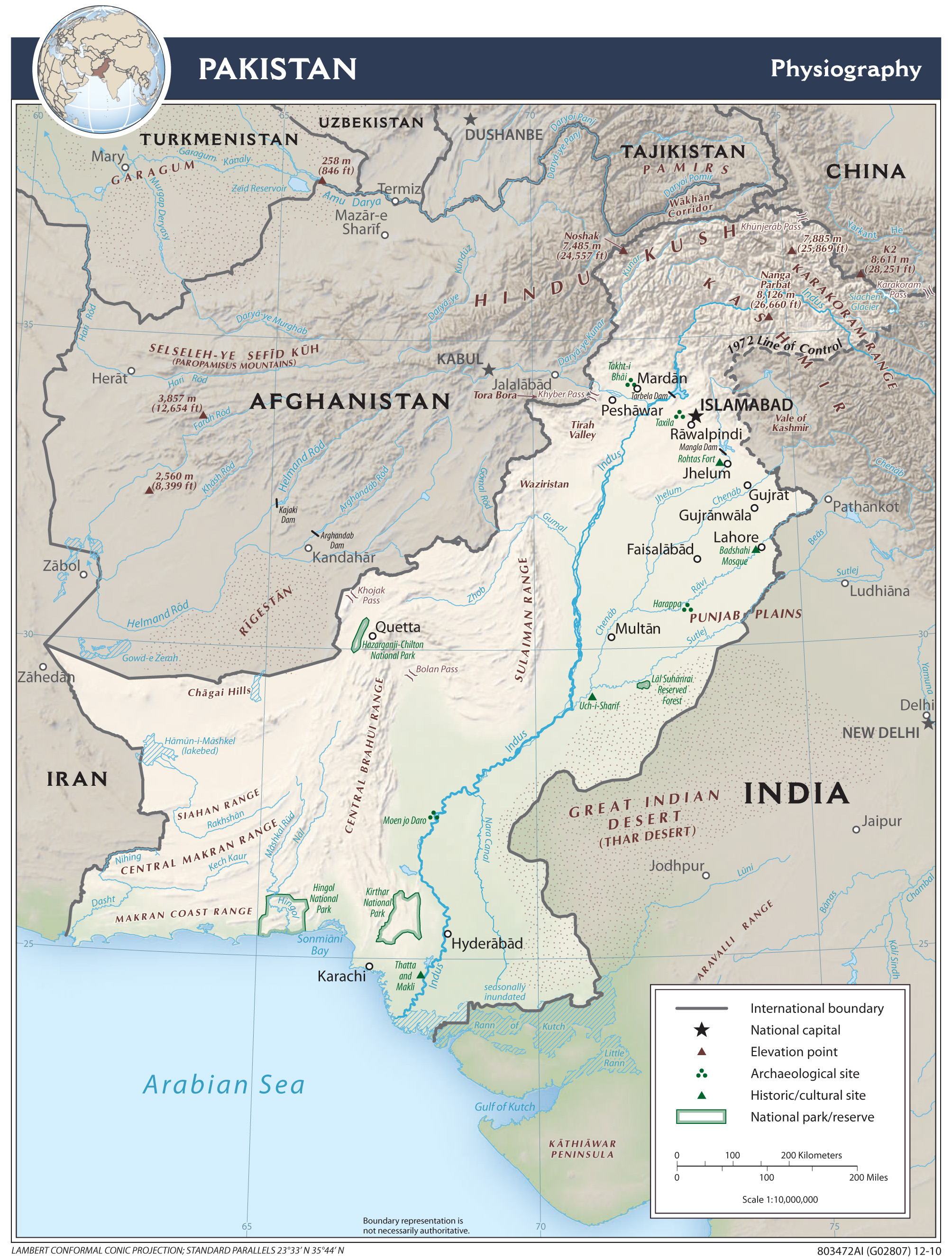
Карта природоохоронних територій

Пакистан є учасником ряду міжнародних угод з охорони навколишнього середовища:
- Конвенції про біологічне різноманіття (CBD);
- Рамкової конвенції ООН про зміну клімату (UNFCCC);
- Кіотського протоколу до Рамкової конвенції;
- Конвенції ООН про боротьбу з опустелюванням (UNCCD);
- Конвенції про міжнародну торгівлю видами дикої фауни і флори, що перебувають під загрозою зникнення (CITES);
- Конвенції про заборону військового впливу на природне середовище (ENMOD);
- Базельської конвенції протидії транскордонному переміщенню небезпечних відходів;
- Конвенції з міжнародного морського права;
- Лондонської конвенції про запобігання забрудненню моря скиданням відходів;
- Монреальського протоколу з охорони озонового шару;
- Міжнародної конвенції запобігання забрудненню з суден (MARPOL);
- Рамсарської конвенції із захисту водно-болотних угідь[10].

Урядом країни підписані, але не ратифіковані міжнародні угоди щодо: Конвенції з охорони морських живих ресурсів.

## Стихійні лиха та екологічні проблеми
На території країни спостерігаються небезпечні природні явища і стихійні лиха: часті землетруси, особливо в горах на півночі й заході; повіді на Інді з липня по серпень.
Серед екологічних проблем варто відзначити:
- забруднення вод побутовими і промисловими стоками, стоками з сільськогосподарських полів;
- обмежені ресурси природних джерел питної води;
- знеліснення;
- ерозію ґрунтів;
- спустелювання.

## Фізико-географічне районування
У фізико-географічному відношенні територію Пакистану можна розділити на _ райони, що відрізняються один від одного рельєфом, кліматом, рослинним покривом: .

### Українською
- Атлас світу / голов. ред. І. С. Руденко ; зав. ред. В. В. Радченко ; відп. ред. О. В. Вакуленко. — К. : ДНВП «Картографія», 2005. — 336 с. — ISBN 9666315467.
- Атлас. 7 клас. Географія материків і океанів / Укладачі О. Я. Скуратович, Н. І. Чанцева. — К. : ДНВП «Картографія», 2014.
- Бєлозоров С. Т. Географія материків. — К. : Вища школа, 1971. — 371 с.
- Барановська О. В. Фізична географія материків і океанів : навч. посіб. для студентів ВНЗ : [у 2 ч.]. — Н. : Ніжинський державний університет ім. Миколи Гоголя, 2013. — 306 с. — ISBN 978-617-527-106-3.
- Пакистан // Гірничий енциклопедичний словник : [у 3-х тт.] / за ред. В. С. Білецького. — Д. : Східний видавничий дім, 2004. — Т. 3. — 752 с. — ISBN 966-7804-78-X.
- Дубович І. А. Країнознавчий словник-довідник. — 5-те вид., перероб. і доп. — К. : Знання, 2008. — 839 с. — ISBN 978-966-346-330-8.
- Панасенко Б. Д. Фізична географія материків : навч. посіб. : в 2 ч. — В. : ЕкоБізнесЦентр, 1999. — 200 с.
- Фізична географія материків та океанів : підруч. для студ. вищ. навч. закл. : у 2 т / за ред. П. Г. Шищенка. — К. : Видавництво Київського нац. ун-т ім. Т. Шевченка, 2009. — Т. 1. : Азія. — 643 с. — ISBN 978-966-439-257-7.
- Юрківський В. М. Регіональна економічна і соціальна географія. Зарубіжні країни: Підручник. — 2-ге. — К. : Либідь, 2001. — 416 с. — ISBN 966-06-0092-5.

### Англійською
- (англ.) Graham Bateman. The Encyclopedia of World Geography. — Andromeda, 2002. — 288 с. — ISBN 1871869587.

### Російською
- (рос.) Авакян А. Б., Салтанкин В. П., Шарапов В. А. Водохранилища. — М. : Мысль, 1987. — 326 с. — (Природа мира)
- (рос.) Алисов Б. П., Берлин И. А., Михель В. М. Курс климатологии [в 3-х тт.] / под. ред. Е. С. Рубинштейна. — Л. : Гидрометиздат, 1954. — Т. 3. Климаты земного шара. — 320 с.
- (рос.) Апродов В. А. Вулканы. — М. : Мысль, 1982. — 368 с. — (Природа мира)
- (рос.) Апродов В. А. Зоны землетрясений. — М. : Мысль, 2010. — 462 с. — (Природа мира) — ISBN 978-5-244-01122-7.
- (рос.) Бабаев А. Г., Зонн И. С., Дроздов Н. Н., Фрейкин З. Г. Пустыни. — М.  : Мысль, 1986. — 320 с. — (Природа мира)
- (рос.) Букштынов А. Д., Грошев Б. И., Крылов Г. В. Леса. — М. : Мысль, 1981. — 316 с. — (Природа мира)
- (рос.) Власова Т. В. Физическая география материков. С прилегающими частями океанов. Евразия, Северная Америка. — 4-е, перераб. — М. : Просвещение, 1986. — 417 с.
- (рос.) Гвоздецкий Н. А. Карст. — М. : Мысль, 1981. — 214 с. — (Природа мира)
- (рос.) Гвоздецкий Н. А., Голубчиков Ю. Н. Горы. — М. : Мысль, 1987. — 400 с. — (Природа мира)
- (рос.) Долгушин Л. Д., Осипова Г. Б. Ледники. — М. : Мысль, 1989. — 448 с. — (Природа мира) — ISBN 5-244-00315-1.
- (рос.) Географический энциклопедический словарь: географические названия / под. ред. А. Ф. Трёшникова. — 2-е изд., доп. — М. : Советская энциклопедия, 1989. — 585 с. — ISBN 5-85270-057-6.
- (рос.) Исаченко А. Г., Шляпников А. А. Ландшафты. — М. : Мысль, 1989. — 504 с. — (Природа мира) — ISBN 5-244-00177-9.
- (рос.) Каплин П. А., Леонтьев О. К., Лукьянова С. А., Никифоров Л. Г. Берега. — М. : Мысль, 1991. — 480 с. — (Природа мира) — ISBN 5-244-00449-2.
- (рос.) Словарь современных географических названий / под общей редакцией акад. В. М. Котлякова. — Екатеринбург : У-Фактория, 2006.
- (рос.) Литвин В. М., Лымарев В. И. Острова. — М. : Мысль, 2010. — 288 с. — (Природа мира) — ISBN 978-5-244-01129-6.
- (рос.) Лобова Е. В., Хабаров А. В. Почвы. — М. : Мысль, 1983. — 304 с. — (Природа мира)
- (рос.) Максаковский В. П. Географическая картина мира. Книга I: Общая характеристика мира. — М. : Дрофа, 2008. — 495 с. — ISBN 978-5-358-05275-8.
- (рос.) Максаковский В. П. Географическая картина мира. Книга II: Региональная характеристика мира. — М. : Дрофа, 2009. — 480 с. — ISBN 978-5-358-06280-1.
- (рос.) Пакистан // Поспелов Е. М. Топонимический словарь. — М. : АСТ, 2005. — 229 с. — ISBN 5-17-016407-6.
- (рос.) Пфеффер П. Азия. — М. : Прогресс, 1982. — 316 с. — (Континенты, на которых мы живем)
- (рос.) География / под ред. проф. А. П. Горкина. — М. : Росмэн-Пресс, 2006. — 624 с. — (Современная иллюстрированная энциклопедия) — ISBN 5-353-02443-5.
- (рос.) Физико-географический атлас мира. — М. : Академия наук СССР и Главное управление геодезии и картографии ГУГК СССР, 1964. — 298 с.
- (рос.) Энциклопедия стран мира / глав. ред. Н. А. Симония. — М. : НПО «Экономика» РАН, отделение общественных наук, 2004. — 1319 с. — ISBN 5-282-02318-0.